# 12517 Ґрайцек
12517 Ґрайцек (12517 Grayzeck) — астероїд головного поясу, відкритий 30 квітня 1998 року.
Тіссеранів параметр щодо Юпітера — 3,533.